# Praha-Holešovice
A Praha-Holešovice a Csehországban található Prága egyik átmenő pályaudvara.
Az állomás rendkívül forgalmas, kiindulópontjaként szolgál több nemzetközi és belföldi távolsági vonatnak. 

## Megközelítés helyi közlekedéssel
- Metró:  C
- Busz:  112, 156, 201, 751
- Villamos:  6, 12, 17, 93, 94
- Vonat:   R20   R17   S4   S41   R44

## Kapcsolódó vasútvonalak
Az állomást az alábbi vasútvonal érinti: